# Дзевуліни
Дзевуліни (пол. Dziewuliny) — село в Польщі, у гміні Ґрабиця Пйотрковського повіту Лодзинського воєводства.
Населення — 123 особи (2011).
У 1975-1998 роках село належало до Пйотрковського воєводства.

## Демографія
Демографічна структура станом на 31 березня 2011 року:
|          | Загалом | Допрацездатний вік | Працездатний вік | Постпрацездатний вік |
| -------- | ------- | ------------------ | ---------------- | -------------------- |
| Чоловіки | 60      | 13                 | 35               | 12                   |
| Жінки    | 63      | 6                  | 31               | 26                   |
| Разом    | 123     | 19                 | 66               | 38                   |